# Gresham, Oregon
Gresham (IPA: ɡɹɛ ʃm̩) là một thành phố nằm trong Quận Multnomah, Oregon, cách Portland khoảng 11 dặm về phía đông. Thành phố được đặt tên theo tên của vị tướng nội chiến Hoa Kỳ là Walter Quinton Gresham. Đến năm 2006, thành phố có tổng số dân là 97.745. Với dân số này thì Gresham trở thành thành phố lớn thứ tư tại Oregon.

## Lịch sử
Thành phố Gresham không thể tự nó thiết lập như một thành phố trừ khi có một trạm bưu điện và số mã bưu điện. Một người chủ tiệm địa phương đã đề nghị sử dụng tiệm của ông như một trạm bưu điện và đề nghị đặt tên thành phố theo tên của tổng giám đốc bưu điện Hoa Kỳ là Walter Quinton Gresham nếu như một trạm bưu điện được cho phép mở. Cho đến lúc đó, thành phố chỉ được biết đến như đất cắm trại vì nơi rừng rú này là nơi các nhà đi tiên phong thường dừng chân nghỉ qua đêm và sửa soạn mọi thứ trước khi hành trình đến Portland. Mặc dù một trạm bưu điện được thiết lập vào tháng 5 năm 1884, Gresham vẫn chưa được tổ chức thành một thành phố cho đến năm 1905. Lewis Shattuck, con trai của một gia đình đi tiên phong, là thị trưởng đầu tiên.

## Địa lý
Gresham nằm ở vị trí 45°30'13" bắc, 122°26'22" tây (45.503692, -122.439425)1.
Theo Cục Điều tra Dân số Hoa Kỳ, thành phố có tổng diện tích là 57,6 km² (22,2 mi²). 57,4 km² (22,1 mi²) là đất và 0,2 km² (0,1 mi²) là nước. Tổng diện tích nước là 0,40%.

## Hấp dẫn ở địa phương
- Lễ hội nhạc Jazz Núi Hood

## Những cư dân nổi tiếng
- Randy Couture, võ sĩ nhà nghề và hiện là Vô địch hạng nặng UFC.
- Nikki Fuller, nữ lực sĩ thể hình nhà nghề, học Trường Trung học Gresham
- Katie Harman, hoa hậu Mỹ (Miss America) 2002
- Fred Jones, cầu thủ bóng rổ NBA, đến sống ở Gresham lúc học cấp một trung học
- Angela Via, ca sĩ, di chuyển đến Gresham khi còn nhỏ

## Thành phố kết nghĩa
Gresham co các thành phố kết nghĩa tại các nước như sau:
- Ebetsu, Nhật Bản - 1977
- Sok-Cho, Hàn Quốc
- Owerri, Nigeria